# The Heroes, Greek fairy tales

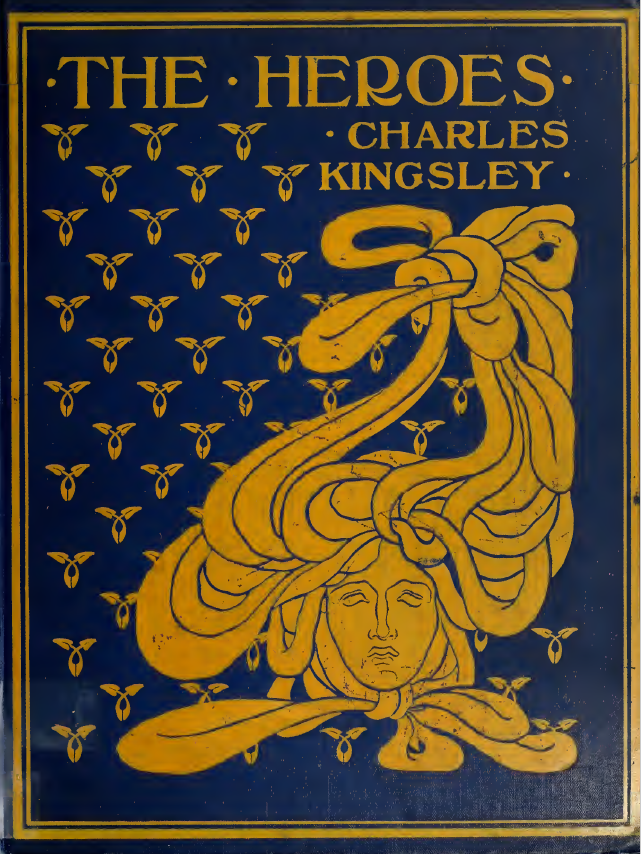
Cover einer Ausgabe von 1901

The Heroes, or Greek fairy tales for my children ist eine im Dezember 1855 von Charles Kingsley veröffentlichte englischsprachige Nacherzählung der antiken griechisch-mythologischen Sagen über Perseus, Theseus und Jason und die Argonauten.
Ähnlich wie die rund zwanzig Jahre zuvor im deutschen Sprachraum erschienenen Sagen des klassischen Altertums von Gustav Schwab wurde das Buch speziell für eine kindliche und heranwachsende Zielgruppe geschrieben. Kingleys Buch trug – neben Nathaniel Hawthornes A Wonder-Book for Girls and Boys and Tanglewood Tales (1851, 1853) – dazu bei, die griechischen Sagen, die Kindern zuvor lediglich in handbuchartigen Schulbüchern zur Verfügung standen, im englischsprachigen Raum als Unterhaltungsliteratur zugänglich zu machen.
Kingsley widmete das Buch seinen drei Kindern Rose, Mary und Maurice als Weihnachtsgeschenk.

## Ausgaben
- Charles Kingley: The heroes; or, Greek fairy tales for my children. Macmillan and Co., Cambridge 1855 [1856] (Digitalisat).
- Charles Kingley: The Heroes, or Greek Fairy Tales for my children. Macmillan and Co., London / New York 1889 (Volltext im Project Gutenberg).